# Престолы

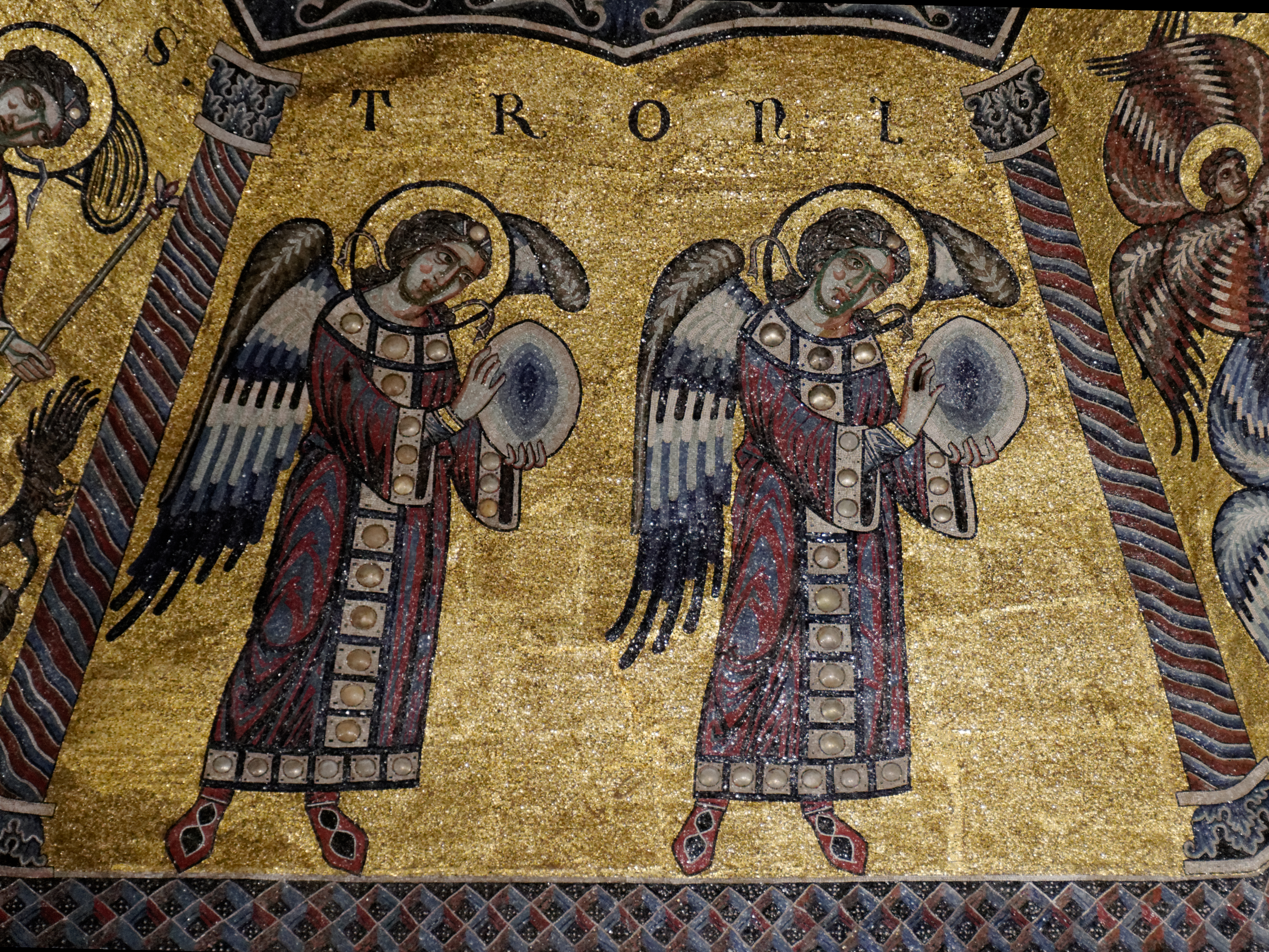
Ангелы-престолы; мозаика XIII века, Флорентийский баптистерий

Престолы (также троны, др.-греч. thronos; θρόνος; ивр. אופנים‎ офаним) — святые бесплотные духи, составляющие один из девяти ангельских чинов, о которых упоминается в Святом Писании.

## Описание
Отцами церкви, в частности Дионисием Ареопагитом, им присваивается обычно место третьего чина первой степени, то есть ближайших к Творцу (серафимы, херувимы, престолы). Основываясь на их имени, предполагается, что Господь Вседержитель «восседает на них, как на троне или престоле».
Православная энциклопедия пишет, что престолы отличаются «незыблемостью и неизменностью в восприятии Божественного света» и «открывают себя для Божественных озарений».
В «Завете 12 патриархов», а именно в «Завете Левия», III, даётся описание семи небес: «На последнем (высочайшем) небе, в „Святая Святых“ его, обитает сама Великая Слава, а немного пониже находятся ангелы „Божия присутствия“, которые прислуживают Ему и умоляют Господа простить праведников, совершивших какой-нибудь грех по неведению… На следующем к низу небе находятся ангелы, которые представляют ответы ангелам Божия присутствия; в ближайшем к нему небу находятся „престолы“ и „владения“, где слагаются гимны Богу».

## Упоминания в Библии
- Новый Завет. Послание к Колоссянам: «…ибо Им создано всё, что на небесах и что на земле, видимое и невидимое: престолы ли, господства ли, начальства ли, власти ли, — всё Им и для Него создано; и Он есть прежде всего, и всё Им стоит» (Кол. 1:16).